# 阿尔比昂河
阿尔比昂河是一条位于美国加利福尼亚州北部门多西诺县的河流，向西在阿爾比昂注入太平洋，全长18.1英里（29.1），流域面积43平方英里（110平方）。